# Lepthyphantes gadesi
Lepthyphantes gadesi är en spindelart som beskrevs av Fage 1931. Lepthyphantes gadesi ingår i släktet Lepthyphantes och familjen täckvävarspindlar.
Artens utbredningsområde är Spanien. Inga underarter finns listade i Catalogue of Life.